# Colby-Jack

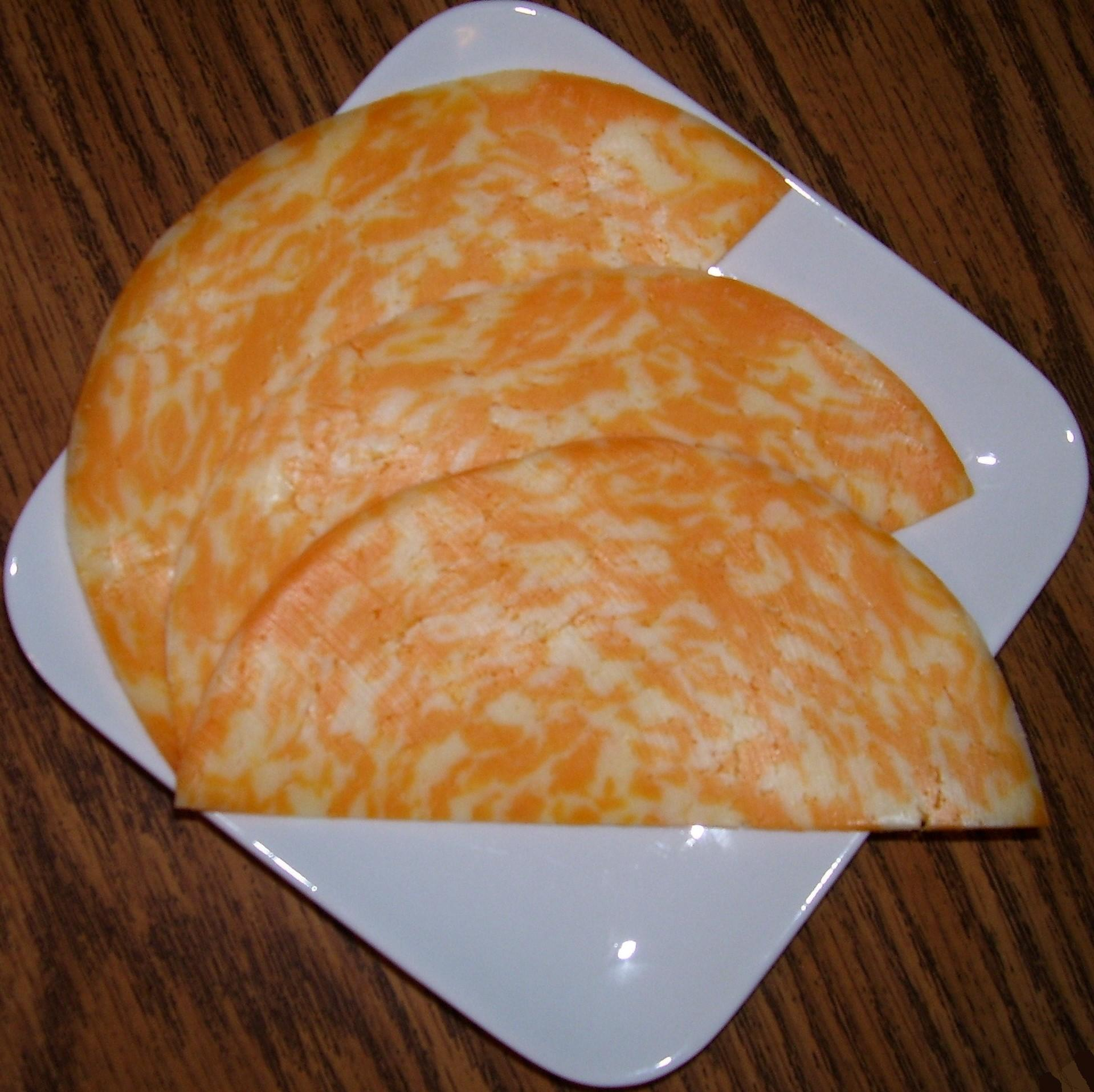
Ser Colby-Jack

Colby-Jack lub Cojack – ser półtwardy produkowany z mleka krowiego z połączonych receptur serów Colby i Monterey Jack. 
Jest sprzedawany w kształcie półksiężyca, ma łagodny smak. Posiada błyszczący, marmurkowy pomarańczowo-biały kolor, jego stopień miękkości można porównać do mozzarelli. Ze względu na uniwersalny smak jest bardzo popularny w Stanach Zjednoczonych, gdzie stosuje się go do zapiekanek, sosów, zup, burrito i kanapek. Do sprzedaży trafia po krótkim leżakowaniu, jego smak i wygląd zależą od proporcji użytych serów Colby i Monterey Jack, posiada łagodny lub lekko pikantny, ale nie ostry smak.